# Craig Beach
Craig Beach è un villaggio degli Stati Uniti d'America, situato nello stato dell'Ohio, nella contea di Mahoning.